# 15168 Marijnfranx
A 15168 Marijnfranx (ideiglenes jelöléssel (15168) 2022 P-L) a Naprendszer kisbolygóövében található aszteroida. Cornelis Johannes van Houten, Ingrid van Houten-Groeneveld és Tom Gehrels fedezte fel 1960. szeptember 24-én.